# ...To Save Us All from Satan's Power
„...To Save Us All from Satan's Power” 36. je epizoda HBO-ove televizijske serije Obitelj Soprano i deseta u trećoj sezoni serije. Napisali su je Robin Green i Mitchell Burgess, režirao Jack Bender, a originalno je emitirana 29. travnja 2001.

## Radnja
Prije sastanka s Pauliejem na šetalištu Asbury Parka, Tony se prisjeća Božića 1995. kad je prvi put primijetio da se Pussy ponašao čudno. Kad Tony, koji je očigledno uzrujan te se osjeća krivim zbog ubojstva svoga dobrog prijatelja, upita Paulieja da li se osjeća krivim zbog likvidacije, ovaj ustvrdi kako nije žalio ni sekunde i da bi sve ponovio. Nakon što Tony kasnije u mesnici ponovno izazove raspravu na istu temu, Silvio počne doživljavati noćne more u kojima se pojavljuje Pussy. Stare uspomene bude se i kad Silvio i Paulie bivaju prisiljeni pronaći zamjenu za svoga bivšeg prijatelja koji bi glumio Djeda Mraza na božićnoj zabavi u Satriale'su. Odlučuju se za Bobbyja Bacalu zbog njegove korpulentnosti, ali kasnije požale jer se Bobby pokazuje kao užasan Djed Mraz zbog svoje sramežljivosti.
Tony, kojega još uvijek muče Pussyjeva izdaja i kasnija prisiljenost da ubije vrlo bliskog, ako ne i najboljeg prijatelja, shvaća da ga je one večeri kad je Pussy propustio sastanak s Juniorom, FBI primorao da nosi prisluškivač. Tony zaključuje i kako je Pussy, kad je nosio kostim Djeda Mraza (i odbijao da mu itko dira kostim), već nosio mikrofon.
U međuvremenu, Janice najavljuje kako će spremati božićnu večeru jer se osjeća krivom kako je Carmela uvijek uslužuje. Nakon što Janice kaže Tonyju kako ima problema sa zglobom, on je upita kad je to počelo. Janice odvraća kako je bol počela nakon susreta s ruskim mafijašom koji je došao po Svetlaninu protezu. Janice je poznata kao grozna kuharica i uvijek treba pomoć. Osim toga, Janiceina kuhinja je u neredu, a Tony joj kaže da neće jesti ondje ako ne počisti, ali ona iskoristi zglob kao ispriku, te kaže kako joj ni Percodan ne pomaže. Tony dodaje na svoj popis božićnih darova: „Janicein Rus”. Kao uslugu Tonyju, boss ruske mafije daje Tonyju ime Janiceina napadača (Igor) i njegovo zanimanje. Sljedeće večeri, Tony i Furio ulaze u Igorov taksi, teško ga pretuku i ostave ispred izloga robne kuće. Sljedećeg dana u vijestima, reporterka sugerira kako je za napad odgovorna banda delikvenata. Janice ugleda vijest i shvaća pravu istinu. Uzvikne i probudi svoga dečka narkoleptičara, Aarona i spomene kako je njihovoj pjesmi nedostajao „bratski koncept”. Ovaj upita: „He Ain't Heavy?” Ona dodaje stih u svoju kršćansku pjesmu hvaleći bratstvo.
U Nuovo Vesuviu, nedavno razvedena Charmaine Bucco počinje nositi dekoltiranu odjeću kako bi istaknula svoju nanovo istesanu figuru, na čemu joj komplimentira nekoliko mafijaša. Dok Tony, Paulie i Silvio večeraju, Charmaine odlazi do stola gdje se našali s Tonyjem kako vjeruje da je za susjednim stolom FBI. Silvio se uvrijedi na to, a Artie se ispriča. Kasnije, Tony naiđe na Charmaine kod garderobe gdje mu ona kaže kako ne želi njega i „njegove dečke” ondje sve vrijeme te da joj je uništio brak. Tony se razljuti i on, Silvio i Christopher odlaze. Trojac odlazi u novi striptiz klub gdje uhvate Jackieja Aprilea, Jr. sa striptizetom u krilu. Bijesan zbog Jackiejeve nevjere, Tony ga odvuče u zahod i pretuče ga. Nakon što je uzeo Jackiejev pištolj (kojeg je ovaj dobio od Ralpha), Tony udari Jackieja koljenom u prepone i kaže mu „Prekrižio si se.”
Na božićno jutro, dok Sopranovi otvaraju svoje darove, stiže Jackie Jr. s darovima od Rosalie. Zatim pokloni Meadow ogrlicu s potpisom „To M.S. from J.A.: I will always be true...”, a Tony samo pokazuje nijemo gađenje prema lažnosti te tvrdnje. Dok Tony odlazi u kuhinju, Jackie pođe za njim. Jackie mu kaže da je napustio Sveučilište Rutgers, jer je pokazivao grozan osjećaj za vrijeme. Tony zna da se to lako moglo dogoditi, ali ga podsjeća da njegov otac nije želio da uđe u mafijaški život, a iako Tony je uvijek pokazivao potpunu posvećenost željama Jackieja Sr., uvijek je bio nesposoban pokazati Jackieju kako iskoristiti sve prednosti koje su mu na raspolaganju. Za Tonyja se ovo pokazuje iznimno stresnom situacijom, jer je uvijek jako volio Jackieja, a on i njegov otac ulagali su puno energije da ga izvedu na pravi put, kroz njegovo obrazovanje (posebno medicinski fakultet, iako je rekao kako su ga mučili teški predmeti na pripremnoj nastavi na Rutgersu). Jackie kaže Tonyju da i dalje ima određene prioritete i da će i dalje pokazivati privrženost i ljubav za Meadow. Jackie zatim odlazi odvesti majku u starački dom kako bi posjetili njegovu baku. Vrativši se svojoj obitelji, Tony se šokira kad od dobije Big Mouth Billy Bass od Meadow, što ga posjeća na san koji mu je otkrio Pussyjevu izdaju. Tony je okružen podsjetnicima na svoga izdajnika i njegov očajni neuspjeh da poštuje posljednje želje svoga pokojnog prijatelja.

## Glavni glumci
- James Gandolfini kao Tony Soprano
- Lorraine Bracco kao Dr. Jennifer Melfi
- Edie Falco kao Carmela Soprano
- Michael Imperioli kao Christopher Moltisanti
- Dominic Chianese kao Corrado Soprano, Jr.
- Steven Van Zandt kao Silvio Dante
- Tony Sirico kao Paulie Gualtieri
- Robert Iler kao A.J. Soprano
- Jamie-Lynn Sigler kao Meadow Soprano
- Drea de Matteo kao Adriana La Cerva
- Aida Turturro kao Janice Soprano
- Joe Pantoliano kao Ralph Cifaretto
- Steve Schirripa kao Bobby 'Bacala' Baccalieri
- John Ventimiglia kao Artie Bucco
- Kathrine Narducci kao Charmaine Bucco
- Vincent Pastore kao Big Pussy Bonpensiero

### Gostujući glumci
| - Jason Cerbone kao Jackie Aprile, Jr. - Andy Davoli kao Dino Zerilli - Igor Životovski kao Igor Parnaski - Jerry Adler kao Hesh Rabkin - Joseph Badalucco Jr. kao Jimmy Altieri - Vitalij Baganov kao Valerij - Dominick Charles Carbone kao Kevin Bonpensiero - Matt Cerbone mladi Jackie Jr. - Rosie Chavolino kao druga plesačica - Frank Ciornei kao Slava Malevski - Larry Clarke kao policajac - Frank Delano kao mafijaš u Bada Bingu - John Fiore kao Gigi Cestone - Robert Funaro kao Eugene Pontecorvo - Domenica Galati kao majka - Dan Grimaldi kao Patsy Parisi - Tyler Gulizio kao dječak - Sian Heder mlada konobarica | - Jana Januskova kao plesačica - Capathia Jenkins kao trgovac - Loulou Katz kao djevojčica - Kelly Madison Kole kao Debbie - Diego López kao E.M.T. - George Loros kao Raymond Curto - Randi Newton kao Donna - Frank Pellegrino kao agent Frank Cubitosi - Annika Pergament kao TV spiker - Turk Pipkin kao Aaron Arkaway - Joe Pucillo kao Beppy Scerbo - Tony Rhune kao kuhar - Michael Rispoli kao Jackie Aprile Sr. - Patrick Riviere kao policajac iz New Jerseyja - Alik Sakharov kao Agron - Matt Servitto kao agent Dwight Harris - Barry Shurchin kao čovjek - Maureen Van Zandt kao Gabriella Dante |

## Naslovna referenca
- Naslov epizode preuzet je iz božićne pjesme „God Rest Ye Merry, Gentlemen”.

## Reference na prijašnje epizode
- Big Mouth Billy Bass, uključujući pjesmu Take Me to the River, prethodno se pojavio u epizodi „Second Opinion”.
- Šetalište u Asbury Parku zimi, zajedno s pogledom na more kojim završava epizoda, prethodno su se pojavili u epizodi „Funhouse”.

## Reference na druge medije i događaje
- U sceni prisjećanja smještenoj u 1995. koja uključuje televiziju, vide se izvještaji sa suđenja O.J. Simpsonu.
- U sceni u Tonyjevoj i Carmelinoj spavaonici, oni na televiziji gledaju film Divan život.
- U stražnjoj sobi Satriale'sa, Tony, Christopher, Silvio i Paulie razgovaraju o nekoliko blagdanskih ikona, uključujući Djeda Mraza, njegove vilenjake i knjigu Dr. Seussa Kako je Grinch ukrao Božić. Christopher tvrdi kako je Grinch „ondje gdje je novac”, navodeći komercijalni uspjeh filmske verzije, s Jimom Carreyjem.

## Produkcija
- Tonyjeve računice o trajanju Pussyjeve izdaje u sukobu su s prijašnjim informacijama: u 2. sezoni, agent FBI-a Skip Lipari podsjeća Big Pussyja da surađuje s njima od 1998., a ne 1995. kako misli Tony. Osim toga, netom prije svoje 2000., Pussy priznaje Tonyju (vjerojatno istinito) da je surađivao s FBI-em godinu i pol. Moguće je kako je Tony jednostavno bio paranoičan oko događaja iz 1995.

## Glazba
- Tijekom odjavne špice svira pjesma „I've Got a Feeling” The Campbell Brothersa s Katie Jackson.
- Tijekom prisjećanja na Božić 1995. u Satriale'su, na džuboksu svira „The Chipmunk Song (Christmas Don't Be Late)” The Chipmunksa.
- Pjesma koju je Silvio ugasio u Bada Bingu je „The Cycle” Virgosa Merlota.

## Vanjske poveznice
- ...To Save Us All from Satan's Power u internetskoj bazi filmova IMDb-a